# Finanzierungsinstrument
Unter Finanzierungsinstrumenten (englisch finance instrument) versteht man in der Betriebswirtschaftslehre alle zur Finanzierung betrieblicher Vorgänge einsetzbaren Maßnahmen.

## Allgemeines
Der Begriff Finanzierungsinstrument wird in der Fachliteratur oft verwendet, jedoch meist nicht definiert. Es ist ein Kompositum, das sich aus den Begriffen Finanzierung und Instrument zusammensetzt, so dass für Finanzierungsfragen der Einsatz von Werkzeugen als „Mittel zum Zweck“ erforderlich ist. Finanzierungsinstrumente sind Mittel zum Zweck der Unternehmensfinanzierung, die alle Maßnahmen der Kapitalbeschaffung und -rückzahlung umfassen. In einem Unternehmen fallen die Zeitpunkte der Kapitaleinzahlung (Umsatzerlöse) und Kapitalauszahlung (Investitionen) auseinander. Daher ist die Finanzierung als eine der betrieblichen Funktionen erforderlich. Um den Finanzierungsbedarf umsetzen zu können, wurde eine Vielzahl von Finanzierungsinstrumenten entwickelt.

## Neufinanzierung
Diese lassen sich grundsätzlich in Neufinanzierungs- und Umfinanzierungsinstrumente unterscheiden. Bei Neufinanzierungsinstrumenten wird nach Stellung in der Bilanz in passive, aktive und bilanzneutrale unterschieden. Ein weiteres Unterscheidungskriterium ist der Zeitraum für den die Finanzierung durchgeführt wird.

### Passive Finanzierungsinstrumente
Passive Finanzierungsinstrumente verändern die Passivseite der Bilanz und führen regelmäßig zu einer Bilanzverlängerung. Zu dieser Kategorie gehören die wichtigsten Finanzierungsinstrumente. Passive Finanzierungsinstrumente werden zum einen nach Kapitalherkunft zum anderen nach der Eigentümerposition unterschieden.
|                   |                   | Finanzierung/Mittelherkunft |                             |
| Außenfinanzierung | Innenfinanzierung |                             |                             |
| Kapital           | Eigenkapital      | z. B. Kapitaleinlage        | z. B. Gewinne, Abschreibung |
| Kapital           | Fremdkapital      | z. B. Darlehen, Anleihe     | z. B. Rückstellungen        |

### Aktive Finanzierungsinstrumente
Aktive Finanzierungselemente verändern die Aktivseite der Bilanz durch Umschichtung. Beispiele für aktive Finanzierung sind:
- Factoring
- Forfaitierung
- Verbriefung
- Sale-Lease-Back
- Cross-Border-Leasing

Nicht alle Instrumente lassen sich klar in dieses Schema einteilen. Für diese hat sich die Bezeichnung hybride Finanzierungsinstrumente durchgesetzt.

### Bilanzneutrale Finanzierungsinstrumente
Bilanzneutrale Finanzierungselemente haben bei ihrer Anwendung keine Einfluss auf die Bilanz. Das wichtigste bilanzneutrale Finanzierungselement ist das Leasing.

## Modernität der Finanzierungsinstrumente
Man unterscheidet zwischen konventionellen und hybriden Finanzierungsinstrumenten. Unter letzteren werden oft gemischte Formen aus Eigen- und Fremdkapital wie Wandel- und Optionsanleihen, die mit dem Recht des Equity Kicker ausgestattet sind und Mezzanine-Kapital verstanden. Aber auch Gesellschafterdarlehen, Vorzugsaktien, typische und atypische stille Beteiligung, Genussscheine oder Schuldscheindarlehen gehören zu den hybriden Finanzierungsinstrumenten. Die Weiterentwicklung bestehender Finanzierungsinstrumente und die Entwicklung ganz neuer Finanzierungsinstrumente wird unter dem Begriff Finanzinnovation zusammengefasst.

## Umfinanzierung
Im Gegensatz zur Neufinanzierung dient die Umfinanzierung der Änderung eines bestehenden Finanzierungskonzeptes. Wichtige Maßnahmen der Umfinanzierung sind:
- Prolongation: eine bestehende Finanzierung wird verlängert;
- Umschuldung: bei einer bestehenden Finanzierung werden Zins- und/oder Tilgungszahlungen vertraglich hinausgezögert;
- Konsolidierung: kurzfristige Schulden werden in langfristige umgewandelt;
- Substitution: eine bestehende Finanzierung wird durch eine andere ersetzt;
- Stundung: die Fälligkeit von Schulden oder von einzelnen Tilgungszeitpunkten wird hinausgeschoben.

## Fristigkeit
Finanzierungselemente werden nach ihrer Fristigkeit unterschieden in:
- kurzfristige Finanzierungselemente, die den Kapitalbedarf bis max. 1 Jahr abdecken
- mittelfristige Finanzierungselemente, die den Kapitalbedarf bis zu 5 Jahre abdecken
- langfristige Finanzierungselemente, die den Kapitalbedarf über 5 Jahre abdecken

## Entscheidung über den Einsatz von Finanzierungsinstrumenten
Bei der rationalen Auswahl der Finanzierungsinstrumente sind aus Unternehmenssicht folgende Aspekte von Bedeutung:
- erwartete Investitionsrendite,
- Finanzbedarf
- Ausstiegsszenarien
- Bewahrung der Selbständigkeit
- Haftung im Insolvenzfall
- Bilanzqualität des Eigenkapitals
- Transparenz
- Unternehmensbesteuerung
- unternehmerische Flexibilität
- Finanzierungsvolumen.

Bei diesen Aspekten handelt es sich um Teilziele, die bei der Auswahl eines Finanzierungsinstruments aus der Vielzahl optionaler Instrumente zu berücksichtigen sind.